# 水涯狡蛛
水涯狡蛛（学名：Dolomedes fimbriatus）为盗蛛科狡蛛属的动物。分布于古北区以及中国大陆的河北等地。